# 霍恩波尔丁
霍恩波尔丁是德国巴伐利亚州的一个市镇。总面积27.42平方公里，总人口1471人，其中男性762人，女性709人（2011年12月31日），人口密度54人/平方公里。